# Кредит Урал Банк
«Кредит Урал Банк» (Акционерное общество) — универсальный российский банк для физических и юридических лиц, основным регионом присутствия которого является г. Магнитогорск. Входит в группу «Газпромбанк» (Акционерное общество).

## История
Основан в 1993 году как «Коммерческий Народный Банк „Равис“». В 1999 году на общем собрании нового состава руководства принято решение зарегистрировать банк как «Кредит Урал Банк» ООО.
В 2004 году банк становится участником системы обязательного страхования вкладов.
В 2007 году произошла смена собственников банка: Газпромбанк подписал соглашение о приобретении 100 % уставного капитала «Кредит Урал Банка».
В 2015 году на основании решения годового общего собрания акционеров зарегистрирована новая редакция устава банка и принято фирменное наименование на русском языке: полное — «Кредит Урал Банк» (Акционерное общество), сокращенное — Банк «КУБ» (АО). В этом же году банк вступает в национальную систему платежных карт (НСПК).

### Деятельность
Деятельность «Кредит Урал Банка» сосредоточена в Челябинской области и ориентирована на комплексное обслуживание клиентов всех сегментов. По состоянию на 1 января 2022 года «Кредит Урал Банк» занимает 110 место по размеру собственного капитала, 103 место по размеру активов и 118 место по прибыли до налогообложения среди банков РФ.

### Филиал банка
В 2019 году на базе «Кредит Урал Банка» создан финтех-проект для предпринимателей «Просто|Банк». В 2020 году для развития этого проекта был открыт филиал в Москве. Деятельность филиала направлена на работу с сегментами микро- и малого бизнеса по всей России — в рамках проекта предприниматели могут открыть счёт более чем в 40 крупных городах страны.
В 2022 году «Просто|Банк» победил в специальной номинации «За развитие эквайринга для МСП» в финале федерального конкурса «Лучшая банковская программа для МСП-2022» в рамках национальной премии «Золотой Меркурий».

### Социальная ответственность
С 2013 года банк является официальным партнёром хоккейной команды «Металлург» (Магнитогорск).

### Рейтинговые оценки
- Рейтинговое агентство «Эксперт РА» присвоило в 2009 присвоило банку рейтинговую оценку B++, затем в том же году повысило её до А, а в 2011 - до А+. В 2017 году рейтинг был заменён на ruA+, в 2021 понижен до ruA, в 2022 году - отозван. Рейтинг возобновлён в 2024 году на уровне ruA+[7].
- Рейтинговое агентство АКРА в 2021 году присвоило банку рейтинговую оценку A+(RU) со стабильным прогнозом. Рейтинг ежегодно подтверждается (2022-2024)[8].

## Достижения и признание
По оценкам аналитической группы ИА «Деловой квартал» Кредит Урал Банк входит в тройку банков-лидеров Челябинской области по объёму привлеченных средств физических и юридических лиц и по величине кредитного портфеля.
В 2014 году банк победил в первом городском конкурсе среди финансово-кредитных учреждений «Лучший банк Магнитогорска» от Магнитогорской торгово-промышленной палаты, Объединения защиты прав потребителей, при поддержке Администрации города и Института экономики и управления МГТУ им. Г. И. Носова.
С 2016 года банк обладает знаком «Доверие потребителей» Южного Урала (г. Магнитогорск), учрежденного общественной организацией «Объединение защиты прав потребителей».
В 2021, 2022 и 2024 годах банк входил в рейтинг «100 надежных российских банков» по версии российского журнала Forbes.
В 2022 году Кредит Урал Банк стал восьмикратным победителем конкурса социальных достижений «Меняющие мир», организованного при поддержке Законодательного собрания, Правительства и Общественной палаты Челябинской области.